# Ejército Revolucionario del Pueblo Insurgente
L'Ejército Revolucionario del Pueblo Insurgente (ERPI) è un gruppo armato di ispirazione comunista attivo in Messico operante soprattutto negli Stati federali di Guerrero e a Guanajuato.

## Storia
Il gruppo armato fu fondato il 17 febbraio 1997, nato durante la ribellione zapatista, era inizialmente un sottogruppo dell'Ejército Popular Revolucionario (EPR). Il gruppo ottenne l'indipendenza dall'Ejército Popular Revolucionario, però, a gennaio del 1998, quando avvenne il Massacro di El Cholo. Il fondatore e leader dell'ERPI fu Jacobo Silva Nagolas (arrestato nel 1999 e rilasciato nel 2009). Secondo alcune fonti, l'ERPI sarebbe l'unico gruppo con maggiore vicinanza ideologica all'EZLN.
Nelle sue prime dichiarazioni, l'ERPI sostiene che "hanno rotto con lo schema centralista in vigore (l'EPR)", affermando che questa divisione era molto più flessibile e meno dogmatica.

### Ideologia
Il gruppo è stato influenzato idealmente da numerosi rivoluzionari del continente, ma anche dagli zapatisti. Il gruppo ha deciso di distaccarsi dall'EPR proprio per il cambio di ideologia. L'ERPI, in un comunicato ufficiale, affermò di voler combattere contro il neoliberismo e contro il capitalismo e l'imperialismo statunitense.

### Comunicati
L'ERPI, in un comunicato ufficiale del 2014, annuncia la creazione di un braccio armato, chiamato Los Chuchos, per combattere il cartello di Beltrán Leyva per vendicare l'uccisione di 8 persone e per il sequestro di altre 43 ad Iguala, nello Stato federale di Guerrero in Messico, attentato organizzato dal cartello.